# Afrique orientale britannique
1895–1920
Entités suivantes :
- Colonie et protectorat du Kenya

L'Afrique orientale britannique (en anglais : British East Africa) est une zone d'Afrique de l'Est contrôlée par le Royaume-Uni à la fin du XIXe siècle. Elle devient un protectorat (East Africa Protectorate) couvrant à peu près le territoire de l'actuel Kenya en 1895. Issu des intérêts commerciaux britanniques dans la région au cours des années 1880, le protectorat existe jusqu'en 1920, lorsqu'il devient la colonie et protectorat du Kenya.

## Histoire

### Occupation de la zone

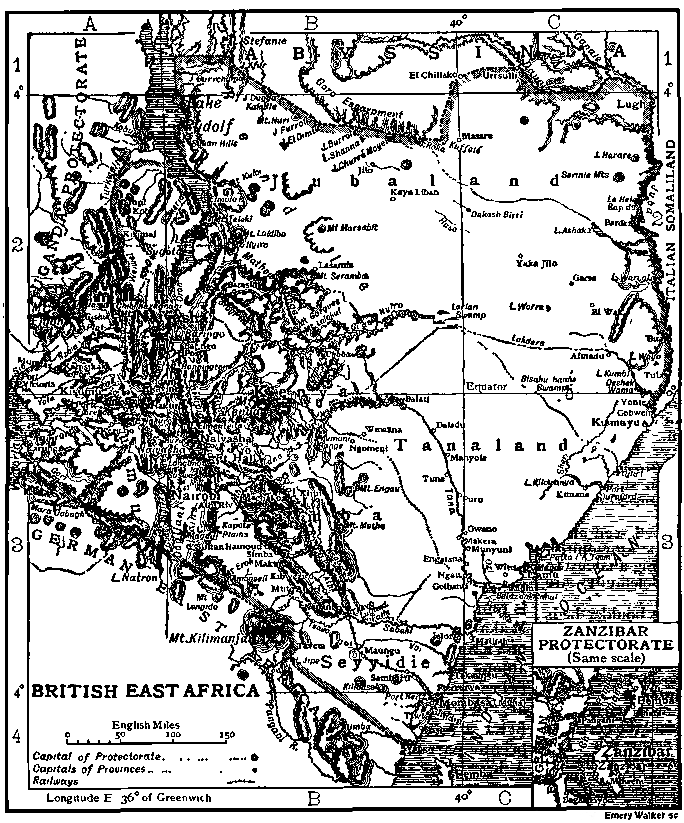
Carte de 1911 présentant l'Afrique orientale britannique.

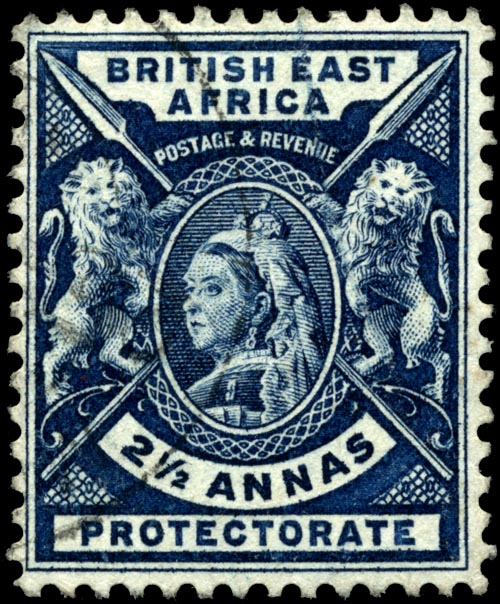
Timbre de l'Afrique orientale britannique estampillé en 1896.

Les missionnaires européens commencent à s'établir, dans les années 1840, dans la région de Mombasa alors placée, en théorie, sous la protection du sultan de Zanzibar. En 1886, le gouvernement britannique encourage William Mackinnon (en) à établir une zone d'influence britannique dans la région, ce dernier ayant déjà un accord avec le sultan[réf. nécessaire] et sa compagnie maritime officiant dans la zone.
Mackinnon forme l'association de l'Afrique orientale britannique qui conduit à créer la Compagnie impériale britannique de l'Afrique orientale en 1888. La compagnie administre une bande côtière de 150 milles terrestres (environ 241 km) entre le fleuve Tana et Mombasa, à proximité de l'Afrique orientale allemande. La sphère d'influence britannique définie à la conférence de Berlin en 1885 est étendue à l'intérieur des terres à travers le futur Kenya et comprend aussi l'Ouganda à partir de 1890. Toutefois, la société commençant à péricliter, le gouvernement britannique proclame un protectorat le 1er juillet 1895[Quoi ?][pourquoi ?].

### Protectorat
En 1899 survient, au Kenya central, une grande famine, qui tue, selon des estimations difficiles à contrôler, entre 50 % et 90 % de la population de cette région[réf. nécessaire]. En 1902, la partie orientale du Protectorat de l'Ouganda est transférée au sein du territoire de l'Afrique orientale. La capitale est déplacée de Mombasa à Nairobi en 1905. Le 23 juillet 1920, le protectorat devient la colonie et protectorat du Kenya.

## Sources
- (en) Cet article est partiellement ou en totalité issu de l’article de Wikipédia en anglais intitulé « British East Africa » (voir la liste des auteurs).